# Corrigall Farm Museum

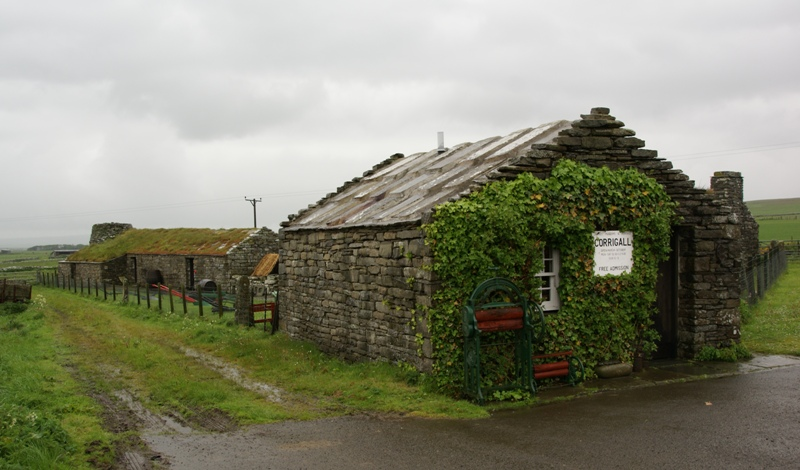
Corrigall Farm Museum.

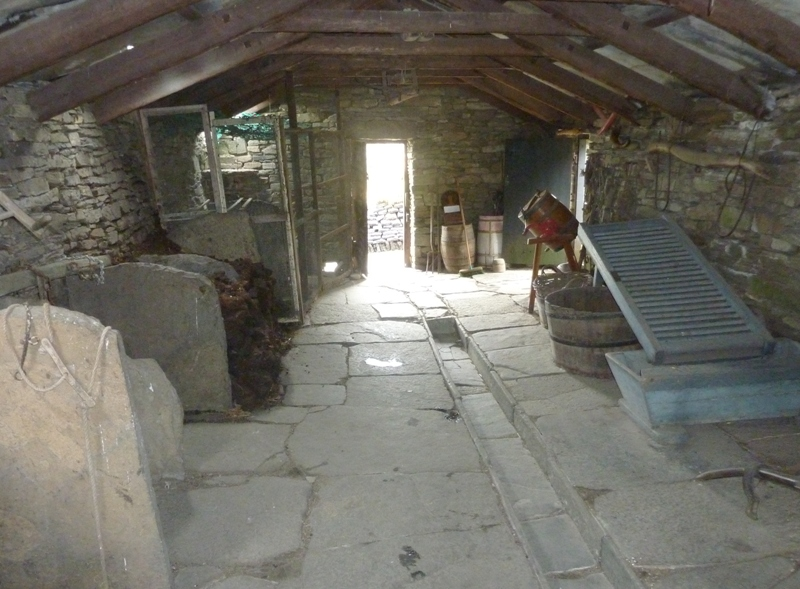
De koeienstal met links de stenen waartussen de koeien werden gestald.

Het Corrigall Farm Museum is een boerderijmuseum, gelegen 9 kilometer ten noordwesten van Finstown op Mainland, een van de Schotse Orkney-eilanden.

## Beschrijving
Het Corrigall Farm Museum bestaat uit een gerestaureerde en heringerichte boerderij uit de 19e eeuw.
Het museum opende in 1980.
De boerderij bestaat uit een woonhuis, een koeienstal en een schuur. De schuur heeft een paardenstal aan het ene uiteinde en een kiln (een eesterij om graan te drogen) aan het andere uiteinde.
Het woonhuis was oorspronkelijk een langhuis met een koeienstal aan een uiteinde.

## Beheer
Het Corrigall Farm Museum wordt beheerd door de Orkney Islands Council.